# أزهر جرجيس
أزهر جرجيس كاتب عراقي، وعضو في نادي القلم الدولي للكتّاب. نشر العديد من القصص والمقالات في الصحف، ورُشحت روايته «النوم في حقل الكرز» في القائمة الطويلة للجائزة العالمية للرواية العربية (جائزة البوكر) لعام 2020.

## سيرة
ولد أزهر جرجيس، الكاتب والمترجم العراقي، في بغداد في عام 1973.ويقيم حاليًا في النرويج. عمل جرجيس صحفيًا في العراق في عام 2003. وكتب العديد من المقالات والقصص ونشرها في صحف عربية ومحلية عديدة، فإن أغلب كتاباته تميل إلى السخرية والكوميديا السوداء. كما أن جرجيس عضو في جمعية القلم العالمية للكتّاب، ويعمل حاليًا محررًا ثقافياً في صحيفة تليمارك النرويجية ومترجماً فورياً بين العربية والنرويجية.
بدأ مسيرته في الكتابة في عام 2005 حيث ألّف كتابه الأول «الإرهاب.. الجحيم الدنيوي» وهو عبارة عن كتاب ساخر حول الميليشيات الإرهابية في العراق، وقد تعرض بسببه إلى محاولة اغتيال مما اضطره للهرب خارجاً من العراق، حيث هاجر أولًا إلى سوريا ثم إلى الدار البيضاء في المغرب قبل أن يستقر في مملكة النرويج ويقيم فيها. أصدر روايته الأولى «النوم في حقل الكرز»  في العام 2019 في بغداد وصدرت عن دار الرافدين ، ورُشحت في القائمة الطويلة للجائزة العالمية للرواية العربية، المعروفة باسم «جائزة بوكر العربية» للعام 2020. وفي عام 2022 أصدر روايته الثانية بعنوان "حجر السعادة" عن دار الرافدين، ورُشحت في القائمة القصيرة للجائزة العالمية للرواية العربية للعام 2023. كما رشتحت روايته «وادي الفراشات» في القائمة الطويلة لجائزة العالمية للرواية العربية للعام 2024.

## مؤلفاته
- فوق بلاد السواد، المؤسسة العربية للدراسات والنشر، 2015 [15]
- صانع الحلوى، منشورات المتوسط،2017 [16]
- النوم في حقل الكرز، دار الرافدين، 2019 [17]
- حجر السعادة، دار الرافدين، 2022.[18]
- وادي الفراشات، دار الرافدين، 2024.[19]